# Oswalt Kolle: Was ist eigentlich Pornographie?
Oswalt Kolle: Was ist eigentlich Pornographie? ist ein deutscher Kompilationsfilm von Oswalt Kolle aus dem Jahr 1971 zum Thema Pornographie.

## Inhalt
Oswalt Kolle plädiert für die Freigabe der Pornographie und lässt dabei Publizisten und Sozialwissenschaftler zu Wort kommen, welche die Verlogenheit der Gesellschaft kritisieren. Um die Thematik zu erläutern, präsentiert er einen Zusammenschnitt aus unzensierten dänischen Schmalfilmen mit sexuellen Handlungen. 
Die FSK griff jedoch drastisch in diese Zusammenstellung ein. Während einige Szenen ganz geschnitten wurden, sind andere verdunkelt und nur der Ton zu hören, oder schwarze Balken und Kreise verdecken teilweise das Bild.

## Rezeption
Die Uraufführung erfolgte am 13. Mai 1971. Auf den Plakaten wurde der Film  vom Verleiher Constantin Film als „wissenschaftliche Dokumentation“ ausgewiesen mit dem gleichzeitigen Vermerk: „Erwachsenen, die sich nicht ausdrücklich sexuell freizügige Szenen ansehen wollen, wird vom Filmbesuch dringend abgeraten.“ Der Film war in allen großen Städten zu sehen außer in München, wo sich die Staatsanwaltschaft seiner annahm.

## Kritiken
Michael Schwarze kommentierte am 2. Juni 1971 in der FAZ: „Als vorläufig größtes Ruhmesblatt in ihrem lang andauernden Kampf gegen Kolles Trivialaufklärung darf die FSK die fast schon gespenstische Beschneidung von ‚Was ist Pornographie‘ für sich buchen.“ Die Einblendungen dänischer Pornofilme würden durch schwarze Balken und Kreise „gleichsam zu Mysterienspielen verklärt“. Mit  „kleinkarierter Beharrlichkeit werden die inkriminierten Passagen von den Zensurbalken verfolgt und schließlich glücklich abgedeckt“, so dass der Zuschauer den Vorgang in seiner Vorstellung vervollständigen müsse. Damit habe die Selbstkontrolle in deformierter Gestalt in einen Kolle-Film ein Element eingebracht, „dessen Fehlen zu Recht immer kritisiert worden ist, das der Phantasie nämlich.“
Das Lexikon des Internationalen Films sieht in dem Produkt lediglich einen pseudowissenschaftlichen „Querschnitt durch mehr oder weniger belanglose Aussprüche einschlägiger Publizisten und Sexualwissenschaftler zur Titelfrage.“